# Rio Casca (kommun)
Rio Casca är en kommun i Brasilien.   Den ligger i delstaten Minas Gerais, i den sydöstra delen av landet, 700 km sydost om huvudstaden Brasília. Antalet invånare är 14 198.
Följande samhällen finns i Rio Casca:
- Rio Casca

Omgivningarna runt Rio Casca är huvudsakligen savann. Runt Rio Casca är det ganska glesbefolkat, med 26 invånare per kvadratkilometer.